# Инхибитор рибонуклеотидне редуктазе
Инхибитори рибонуклеотидне редуктазе су фамилија антиканцерни лекови који ометају раст ћелија тумора блокирањем формирања дезоксирибонуклеотида (градивних блокова ДНК).
Примери
- Мотексафин гадолинијум.[1]
- хидроксиуреја[2]
- Флударабин, кладрибин, гемцитабин, тезацитабин, и триапин[3]
- Галијум малтолат, галијум нитрат[4]